# 무안국
무안국(중국어 정체자: 武安國, 간체자: 武安国, 병음: Wǔ'Ānguó 우안궈[*])은 나관중의 소설이자 중국의 사대기서 중 하나인 《삼국지연의》에 등장하는 가공의 인물로, 공융의 장수로 등장한다.

## 《삼국지연의》에서의 무안국
공융(孔融)의 장수로 반동탁 연합군에 참전했다. 철추(鐵錘)를 무기로 사용했으며 《삼국지연의》 가정본(嘉靖本)에서는 철추의 무게가 50근으로 묘사되었다.
여포(呂布)가 동탁(董卓)의 명령으로 연합군을 상대했을 때 등장했으며 연합군 장수인 방열(方悅)과 목순(穆順)이 여포에게 죽자 뒤를 이어 도전했다. 무안국은 여포를 상대로 10합 정도 버티다가 여포에게 한쪽 팔이 잘리고 나서 도주했다. 결과적으로 여포와 일대일 대결을 벌이고 살아남은 몇 안 되는 장수 중 하나가 되었다.